# Hiskija

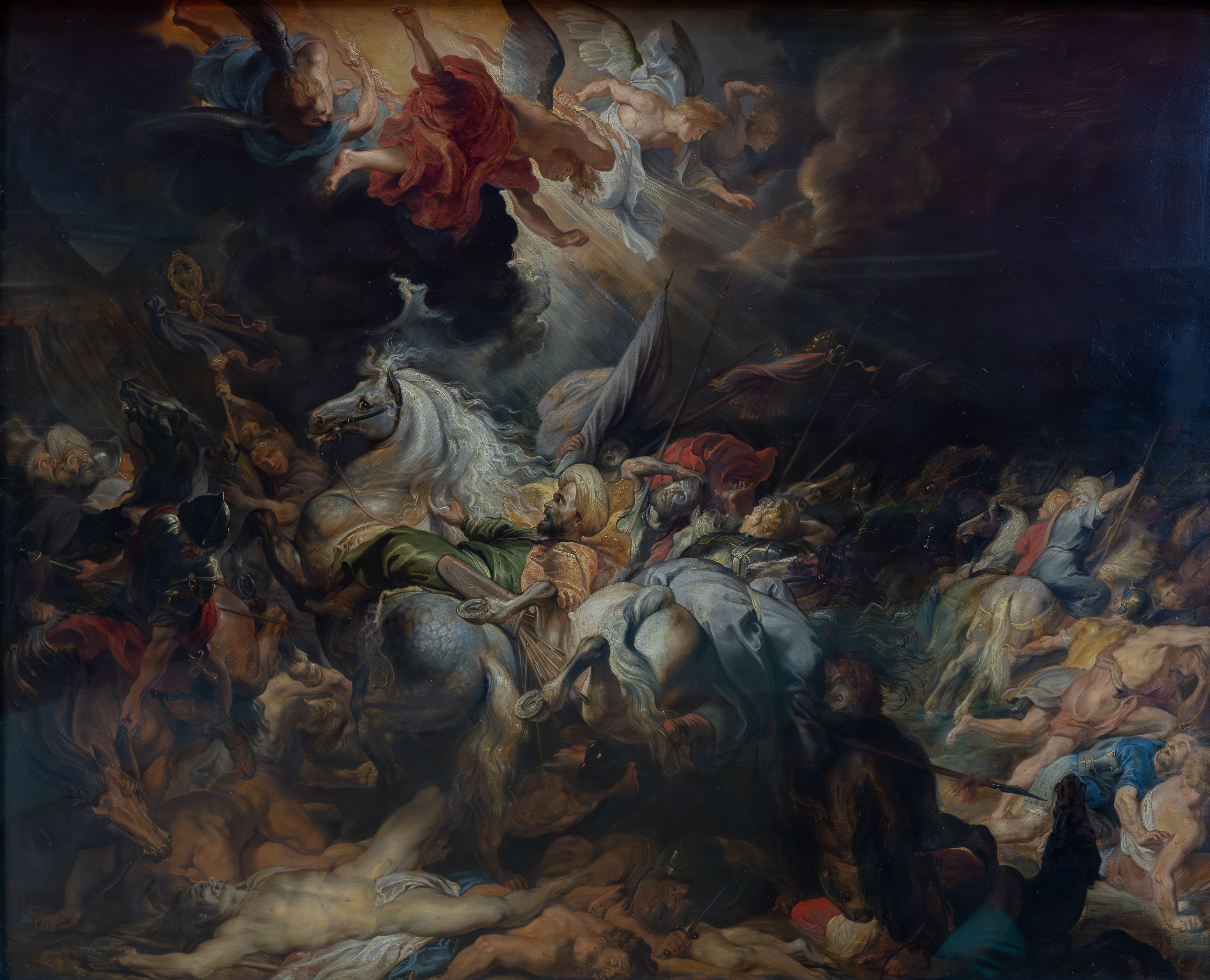
Niederlage Sanheribs vor Jerusalem (nach biblischer Überlieferung), Peter Paul Rubens, 1. Hälfte des 17. Jahrhunderts

Hiskija (auch Ezechias, Hiskia oder Hiskias; hebräisch חזקיהו Ḥisqijahu; um 750 – 696 v. Chr.) war von 725 – 696 v. Chr. König von Juda als Nachfolger seines Vaters Ahas. Nach der Bibel (2 Kön 18,2  und 2 Chr 29,1 ) wurde er mit 25 Jahren König und regierte 29 Jahre. Er war in seinem sechsten Regierungsjahr, als Samaria von den Assyrern eingenommen wurde (Vgl. 2 Kön 18,10 ).

## Geschichte
Hiskija hat die Eroberung des Nordreiches Israel durch die Assyrer 722 v. Chr. miterlebt. Auch das Südreich Juda, mittlerweile ein Vasall Assurs, stand in Gefahr, von den Assyrern erobert zu werden. Er ließ Jerusalems Stadtmauern verstärken. Ob der 500 m lange sogenannte Hiskija-Tunnel unter Hiskija erbaut wurde, bleibt unklar, da eine nicht vollständig erhaltene Inschrift darüber nichts besagt. Der Tunnel leitete die vor der Stadt liegende Gihon-Quelle in den innerhalb der Mauern gelegenen Teich von Siloah, um für den Fall einer Belagerung die Wasserversorgung Jerusalems sicherzustellen.

### Biblische Überlieferung

#### Die Rettung vor Assyrischer Eroberung
In der biblischen Erzählung bat Hiskija seinen Gott JHWH um Beistand. Diese Bitte erhörend, wurde ein Engel entsandt, um in einer Nacht 185.000 Soldaten Assurs zu erschlagen (Jes 37,36 ). Sanherib, der assyrische König, musste die Belagerung Jerusalems abbrechen lassen. Auf Grund dieser Niederlage wurde der nach Assyrien zurückgekehrte Sanherib von zwei Söhnen ermordet. Die biblische Version wird mit Herodots Bericht in Verbindung gebracht, der eine Mäuseplage für den Tod der 185.000 Soldaten verantwortlich machte. Manche moderne Autoren sehen in diesem Bericht einen Hinweis auf eine Seuche.

#### Kultreform Hiskijas
Der Fall Samarias 722 v. Chr. hatte zur Folge, dass Tausende Israeliten vom Nordreich in Richtung Juda flohen. Besonders unter dem Einfluss des Schülerkreises des israelitischen Propheten Hosea hat die Diskussion der Gründe dieser politischen Katastrophe in Juda zu sozialen und religiösen Reformen geführt.
Erzählt wird in 2 Kön 18,4  über die Kultreform Hiskijas, bei denen Kulthöhen (meist erhöhte Kultstätten (Höhenheiligtum)) abgeschafft und Mazzeben (Steinmäler) und Ascheren (Kultpfähle) zerstört worden seien. Sogar die auf Mose zurückzuführende eherne Schlange Neḥuschtan (Num 21, 4–9 ) sei zerschlagen worden. Damit wird allein dem Kult JHWHs im Zentralheiligtum zu Jerusalem Platz eingeräumt.
Neben den in der Bibel genannten kultischen werden darüber hinausgehende soziale und theologische Reformen im 2. Buch Mose (Ex 20,23 – 23,19 ) erwähnt. Auch wenn im 2. Buch der Könige nicht erwähnt, ist das Bundesbuch als Basis der hiskijanischen Reform anzusehen. Diese Reform, welche die alleinige Verehrung JHWHs in den Mittelpunkt rückte, wurde jedoch mit dem Sohn und Nachfolger Hiskijas, Manasse, wieder abgeschafft (2 Kön 21 ).

#### Hiskijas Krankheit und Tod

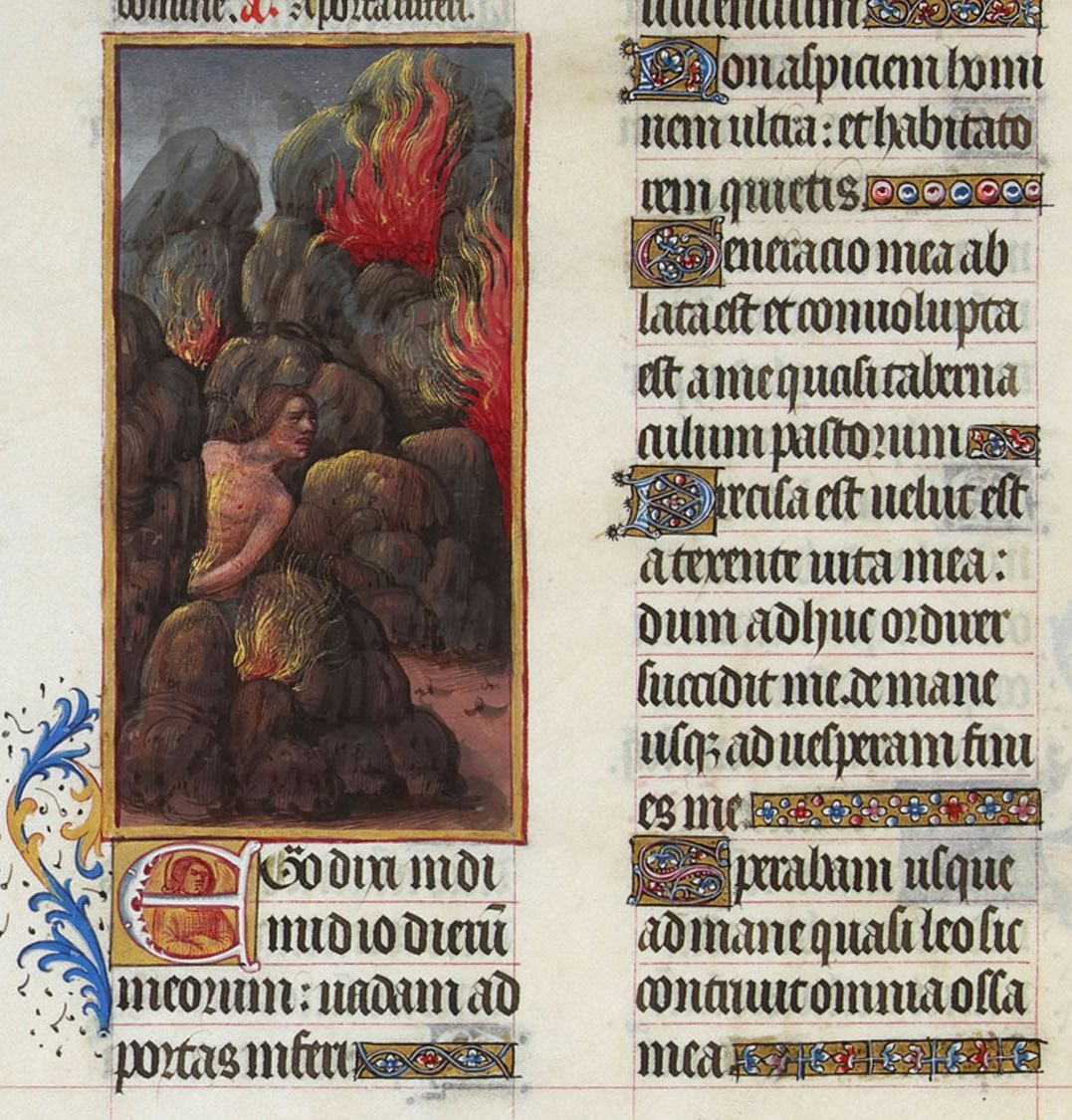
Gesang des Hiskija in den Très Riches Heures

Gemäß dem Tanach wurde Hiskija durch JHWH (Jes 38 ) von einer gefährlichen Krankheit (Geschwür oder Entzündung) geheilt, wobei als Vermittler der Prophet Jesaja eine wichtige Rolle spielte. Hiskija starb 697 v. Chr. und hinterließ den Thron dem zwölfjährigen Sohn Manasse.

### Historische Angaben

#### Sanheribs 3. Feldzug
701 v. Chr. wagte Hiskija im Bund mit Askalon und im Vertrauen auf ägyptische Hilfe den Aufstand gegen Assyrien, was Sanherib veranlasste, während seines dritten Feldzugs in die Region Jerusalem zu marschieren, wobei 46 befestigte Städte Judas eingenommen und Jerusalem belagert wurde. Sein Bericht des Feldzuges ist auf dem Taylor-Prisma erhalten:

„... Wie ein Vogel im Käfig war Hiskija in seiner königlichen Residenz eingeschlossen. Schanzen warf ich gegen ihn auf, und das Hinausgehen aus seinem Stadttor machte ich unmöglich … Ich trieb fort 200.150 Menschen, Pferde, Maultiere, Esel, Kamele, unzähliges großes und kleines Vieh … Seine befestigten Städte händigte ich Mitinti von Asdod, Padi von Ekron und Zilbel von Gaza aus.“

#### Folgen des Aufstands
In der biblischen Erzählung erfolgte anschließend neben der Deportation nach Assyrien der Abtransport von 30 Talenten Gold und 800 Talenten Silber. Der befreite König Padi aus Ekron wurde wieder in sein Amt eingesetzt. Von diesem Feldzug berichtet ein Wandrelief, das im Palast von Ninive gefunden wurde und heute im Britischen Museum in London ausgestellt ist. Sanherib starb 681 v. Chr., 20 Jahre nach diesem Feldzug. Der Bericht von Herodot bezieht sich auf den Feldzug Sanheribs gegen den ägyptischen Pharao Schabataka, bei welchem der Angriff auf Ägypten von Sanherib plötzlich abgebrochen werden musste.

## Archäologie
Archäologisch ließen sich in den für Hiskija wirtschaftlich wichtigen Orten Grabungsschichten aus der Zeit des Feldzugs nachweisen. So wurden z. B. in Lachisch durch den Archäologen David Ussishkin Reste des assyrischen Rampenbollwerks sowie Zeugnisse gefunden, die eine Zerstörung der Stadt dokumentieren. Des Weiteren wird der biblische Bericht über die wirtschaftliche Entwicklung Judas sowie die Kultreform Hiskijas durch die Archäologie gestützt. Die Assyrer deportierten nach 722 v. Chr. wohl vor allem die Oberschicht im nördlichen Israel. Umfassende archäologische Surveys der letzten Jahre ergaben, dass die überwiegende Mehrzahl der ländlichen Bevölkerung in den Dörfern sesshaft geblieben zu sein scheint. Nur im Süden des Nordreiches, hauptsächlich auf dem Gebiet des Stammes Benjamin, nahm die Bevölkerung und die Zahl der Dörfer nun rapide ab. Die Assyrer bemühten sich hier in der Folge fremde Bewohner anzusiedeln, wohl vorwiegend aus der Gegend um Babylon, die hier eine bedeutende Olivenölproduktion betrieben. Sie schufen damit eine Pufferzone zum erstarkenden Südreich.

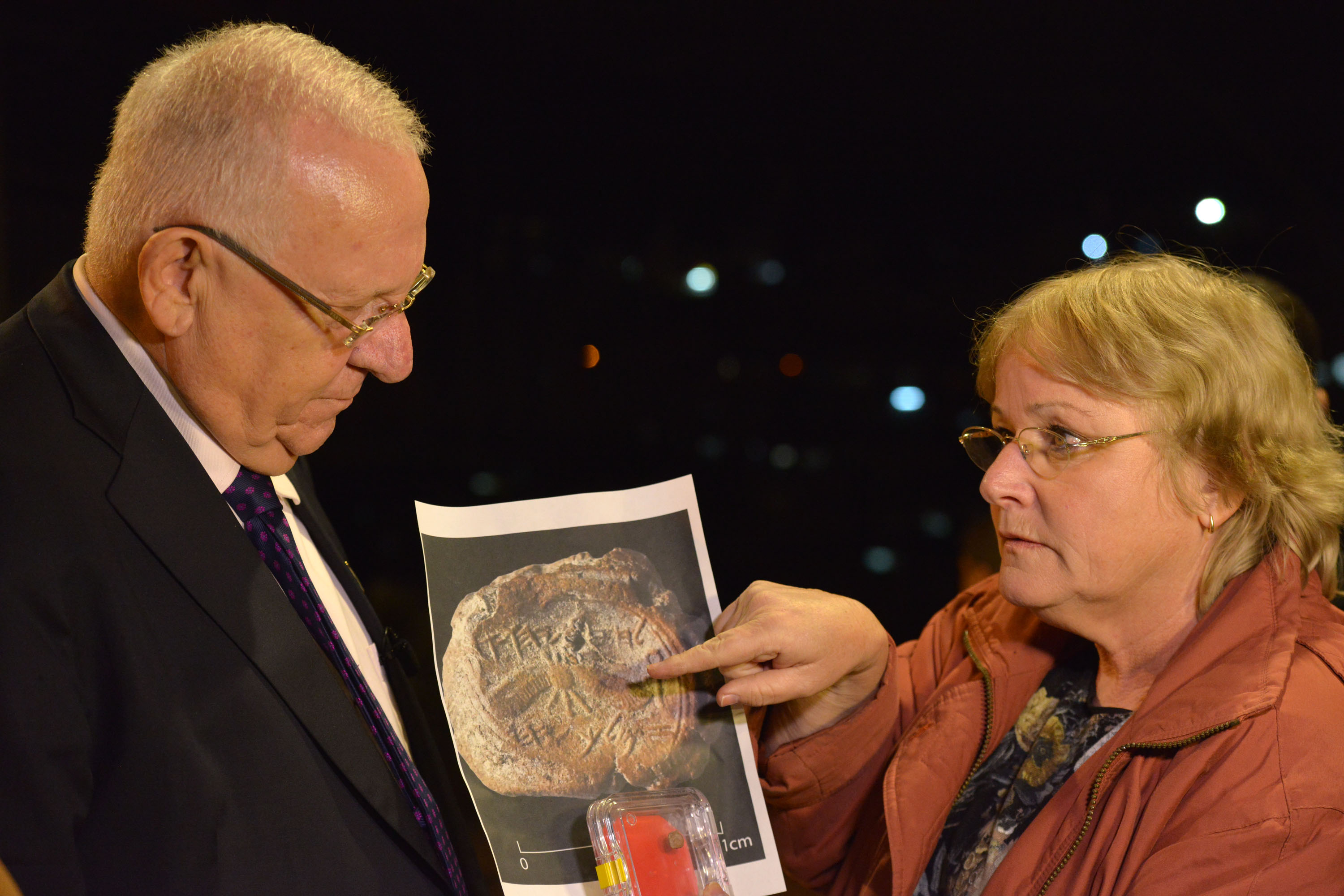
Israels Staatspräsidenten Reuven Rivlin mit einem Foto des Siegelabdrucks und der Jerusalemer Archäologin Eilat Mazar – Enkelin von Benjamin Mazar – sie verknüpfte den 2005 auf dem Areal der „Davidsstadt“ von ihr freigelegten „Großen Steinbau“ mit dem biblischen Narrativ und erklärte ihn zum Palast König Davids, 2015.

Die Zahl der Dörfer und Bewohner Judas und Jerusalems nahm nun schlagartig zu. In vielen Provinzorten, wie Lachisch, der Festung Tel Arad, die nun massiv ausgebaut wurde, und Be’er Scheva, fand man Tempel oder Altarreste, die entweder rituell vergraben oder verbaut wurden, jedenfalls offenbar ihres kultischen Zweckes enthoben. Gleichzeitig wurde in Jerusalem massiv die Schriftkultur, die vorher in der Region nur am Hofe in Samaria ausgeprägt war, entwickelt, verbunden mit der konsequenten Einführung von standardisierten Siegeln, Steingewichten, Vorratskrügen der königlichen Wirtschaft. Im Dezember 2015 wurde berichtet, dass ein Siegelabdruck des Königs bei Grabungen in Jerusalem entdeckt worden sei. Der kleine Bulleabdruck aus rot-braunem terra-rosa-Ton zeigt eines von drei Hiskia zugeschriebenen typischen Bildmotiven, nämlich die zweiflügelige Sonnenscheibe und das ägyptische Anch, die ägyptische Hieroglyphe für „Leben“, in der hebräischen Inschrift ist zu lesen: «Gehört Hiskija, dem Sohn von Ahas, König von Juda». Ausführlich wird der Siegelabdruck, die Fundsituation und weitere Hiskia-Siegelabdrücke im Grabungsbericht von Eilat Mazar und auf Deutsch bei Andreas Späth, Peter van der Veen beschrieben und diskutiert.
Aufwändig gestaltete Familien- und Felskammergräber an den steilen Hängen östlich und südlich Jerusalems sowie die Felskammern ein paar hundert Meter nördlich der Stadt trugen nun Inschriften. Markant ist aber vor allem die hebräische Inschrift des Hiskija-Tunnels, die 1880 entdeckt wurde. Hiskijas Reform scheint vor allem eine politische gewesen zu sein, er bemühte sich wohl, durch den einheitlichen Kult und eine gemeinsame Tradition die saulschen Überlieferungen mit der Davidischen Tradition des Südens zu verschmelzen.

## Liturgische Rezeption
Das Canticum Ezechiae, Lied des Hiskija aus Jes 38,9–20 , ist Bestandteil der Laudes im Totenoffizium und findet sich daher in allen Stundenbüchern.